# 마쓰모토 겐 치잔가
마쓰모토 겐 치잔가(일본어: 松本 ケン チザンガ, 2002년 3월 14일~)는 일본의 축구 선수이다.

## 구단 경력
그는 2024년 J2리그의 블라우블리츠 아키타에 입단했다. 8월 J3리그의 나라 클럽로 이적했다. 2025년 테게바자로 미야자키로 이적했다.